# 三星Galaxy Mega
三星Galaxy Mega，是一款三星在2013年4月11日发布的平板手机，运行Android系统。首发配有6.3英寸屏幕，后来又推出5.8英寸的型号。手机配有1,280×720分辨率的屏幕，双核1.7GHz的处理器和800万像素的摄像头。手机运行Android Jelly Bean操作系统，内部存储空间为8G或16GB（5.8英寸和6.3英寸）。
Galaxy Mega可通过官方升级到Android KitKat。6.3英寸版（GT-I9200/I9205）还可以更新非官方版的Cyanogenmod 11 Android 4.4.2 ROM。该手机的后续型号Galaxy Mega 2。

## 功能
- 多窗口 – 分屏功能
- 主屏幕可在横向模式下使用
- 群组播放 – 可以和其他Galaxy设备连接共享照片或连接其他手机的扬声器共组环绕声
- Air View – 在某些应用程序中支持将手指放在屏幕上方即可预览该软件。（6.3英寸版仅可在纵向模式中使用）
- S Memo – 三星的笔记本应用程序。可以创建手写笔记或使用键盘输入文本，并插入音频或图像。
- S Voice – 个人助理
- S Translator – 翻译应用程序，支持九种语言。
- 智能注视 – 前置摄像头可追踪用户眼动，当用户没有注视屏幕时会关闭显示屏。
- 红外发射器（6.3 英寸版）
- 双SIM卡（5.8英寸版）

## 硬件规格
Galaxy Mega和Galaxy S4功能相似。用户可以自定义锁屏样式，也可下拉通知栏快速访问手机功能。其他功能包括Air View，用户只需将手指悬停在屏幕上方一英寸处即可预览电子邮件和照片，WatchON功能可以用手机控制电视。还有多窗口功能，可以在同一画面中使用多款软件，使用6.3英寸的手机效果更好。S Translator功能可以提供快速简便的翻译，ChatON功能可以共享手机屏幕。
800万像素的镜头提供多种拍摄模式，如全景、定时拍照等。Story Album适合在旅途中快速创建相册。首发时运行Android Jelly Bean。可以用SD卡扩展储存空间，最高支持64 GB。手机配有3,200毫安的可拆卸电，可以用一整天。手机配有双核1.7 GHz高通骁龙400（MSM8930S）处理器和1.5GB内存。

## 手机外观
Galaxy Mega的尺寸为6.6x3.46x0.31英寸，重7.1盎司。它比三星 Galaxy Note II（5.9x3.2x 0.37英寸）、 HTC One M7 （5.31x2.63x0.28英寸，重5.1盎司）和第一代摩托罗拉Moto X （5.1x2.6x0.22x0.4英寸，重4.8盎司）大。

## 软件
手机运行Android Jelly Bean操作系统，采用TouchWiz界面。多窗口模式是手机的主打特色。和其他Galaxy手机一样可以用小部件和快捷方式定制锁屏样式。用户可以使用并定制七个主画面，通知抽屉中有16个快捷功能，包括Wi-F连接和独有的智能注视功能。
拥有横向模式。

## 型号
- GT-I9150 - 5.8英寸屏幕，1.4GHz CPU，1.5G内存和8G存储 - 不支持LTE和双SIM卡
- GT-I9152 - 5.8英寸屏幕，1.4GHz CPU，1.5G 内存和8G存储 - 不支持LTE但支持双SIM卡
- GT-I9200 - 6.3英寸屏幕，1.7GHz CPU，1.5G 内存，8G或16G存储 - 不支持LTE和双SIM卡
- GT-I9205 - 6.3英寸屏幕，1.7GHz CPU，1.5G内存，8GB或16GB存储 - 支持LTE但不支持双SIM 卡

仅GT-I9152支持双SIM卡。只有GT-I9205支持LTE（即4G）但不支持FM 收音机。GT-I9205的AT&T电信定制版被称为SGH-i527。

## 图库

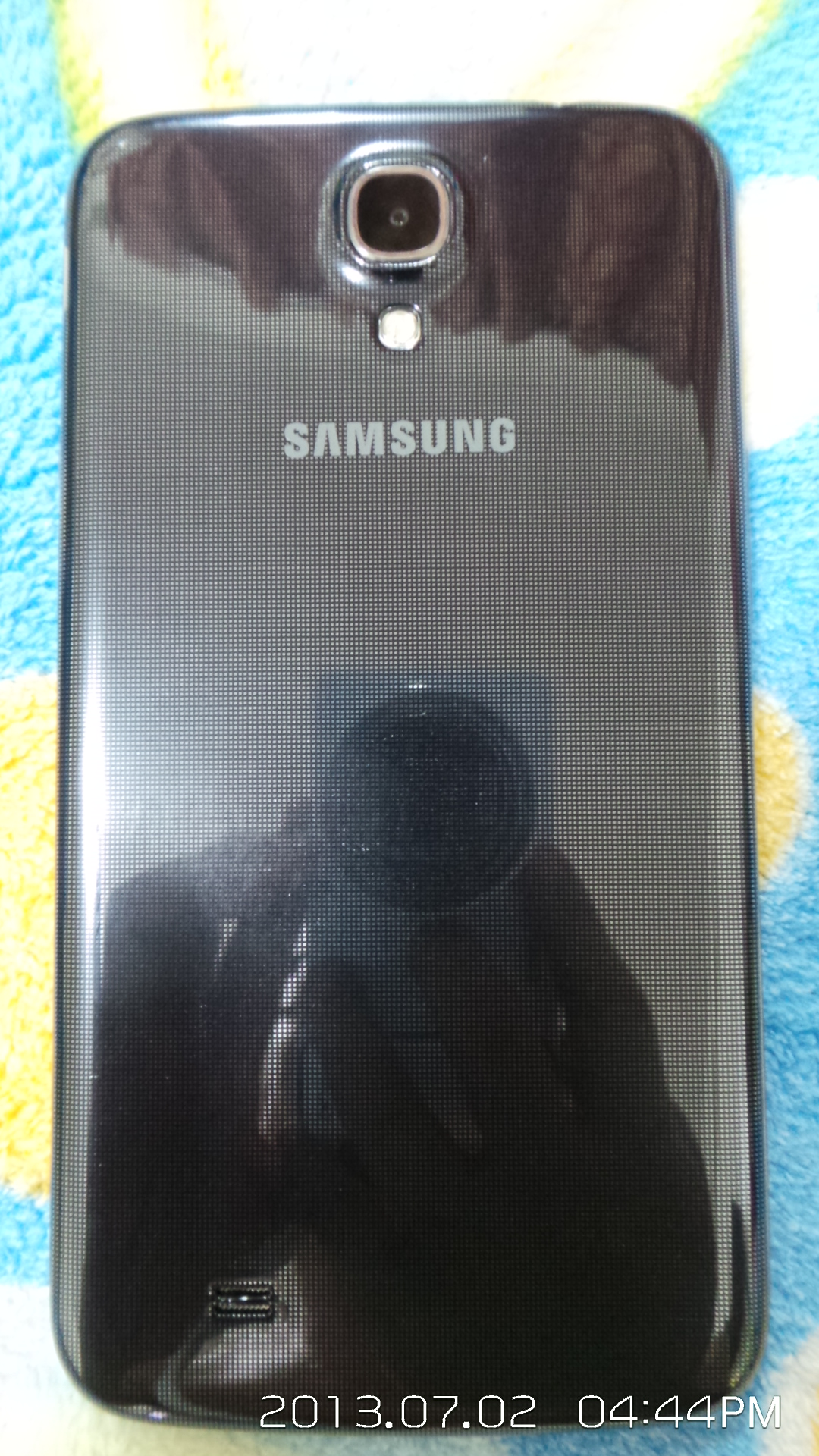
6.3英寸版的背面
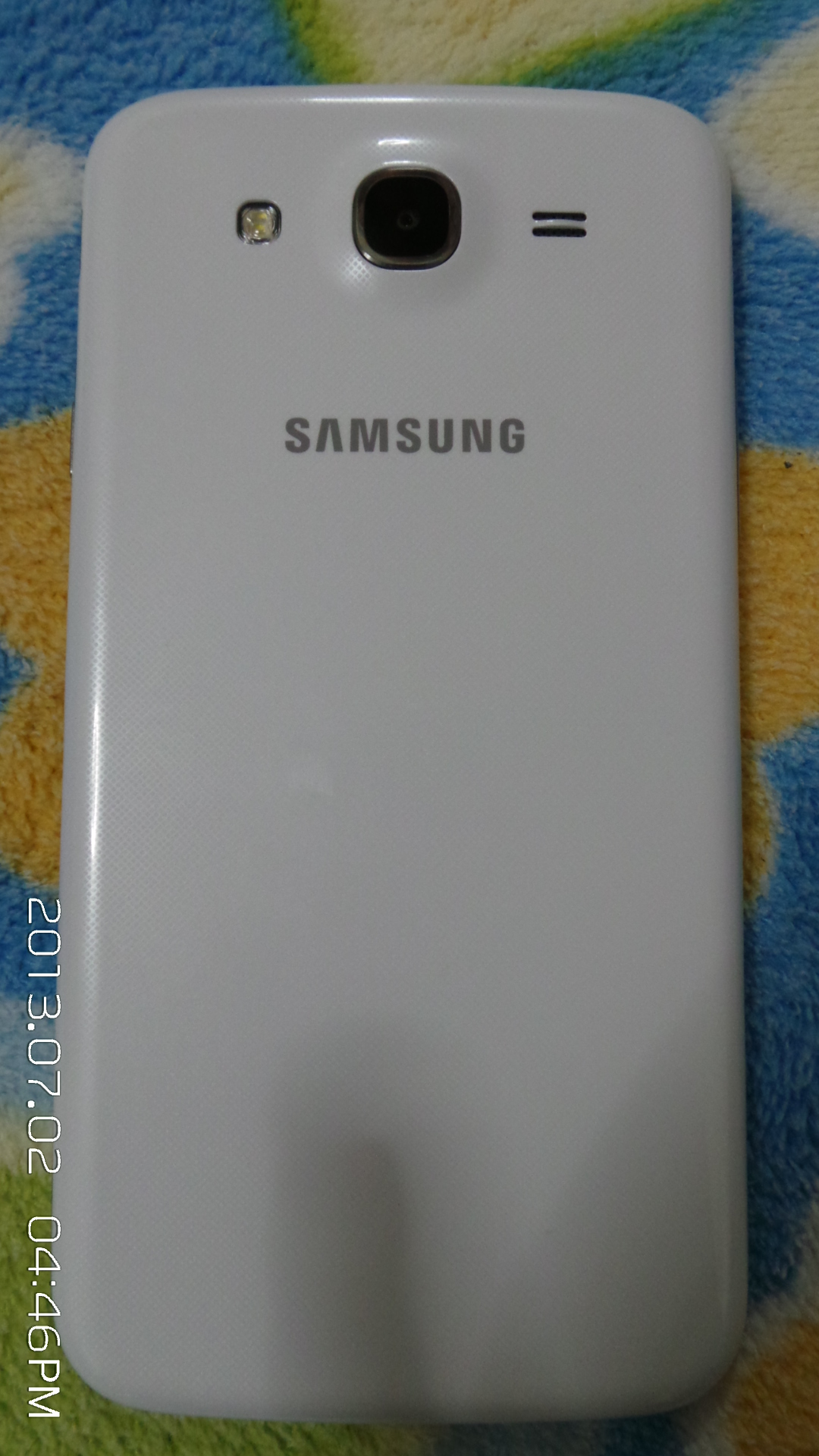
5.8英寸版的背面